# Castello di Mezzaratta
Il castello di Mezzaratta, detto anche villa Contri si trova a Settignano, nel comune di Firenze.

## Storia e descrizione
Il castello neogotico, dotato di torre merlata molto slanciata, che si staglia sullo sfondo della collina di Settignano, venne edificato nel 1921 da Adolfo Coppedè,  dopo il progetto simile di Villa Pagani. L'edificio, per quanto capriccioso e ormai anacrononistico anche rispetto al revival medievale, mostra quella volontà delle classi agiate dell'epoca di dominare il territorio, con torri vedetta e punti panoramici, all'insegna di un'ecelttica rielaborazione del passato.